# Lako je sve
Lako je sve (dal croato: Tutto è facile) è un singolo del girl group croato Feminnem scritto da Neda Parmać e Pamela Ramljak e composto da Branimir Mihaljević.
Dopo aver vinto il Dora 2010, il brano ha rappresentato la Croazia all'Eurovision Song Contest 2010, classificandosi 13º nella seconda semifinale con 33 punti e non qualificandosi per la finale.

## Video musicale
Il video ufficiale è stato pubblicato il 20 marzo 2010 sul canale ufficiale dell'Eurovision Song Contest.
Nel video le tre componenti del gruppo (Pamela Ramljak, Neda Parmać e Nika Antolos) ballano di fronte alla videocamera con degli abiti rossi.

## Tracce
1. Lako je sve – 3:02
2. Easy To See (versione inglese) – 3:01
3. Semplice (versione italiana) – 3:01
4. Ljehko vsoj (versione russa) – 3:01
5. Lako je sve (versione strumentale) – 3:02

## Classifiche
| Classifica (2010) | Posizione massima |
| ----------------- | ----------------- |
| Croazia           | 8                 |